# Mattnarv
Mattnarv (Arenaria biflora) är en nejlikväxtart som beskrevs av Carl von Linné. Mattnarv ingår i släktet narvar, och familjen nejlikväxter. Inga underarter finns listade i Catalogue of Life.

## Bildgalleri

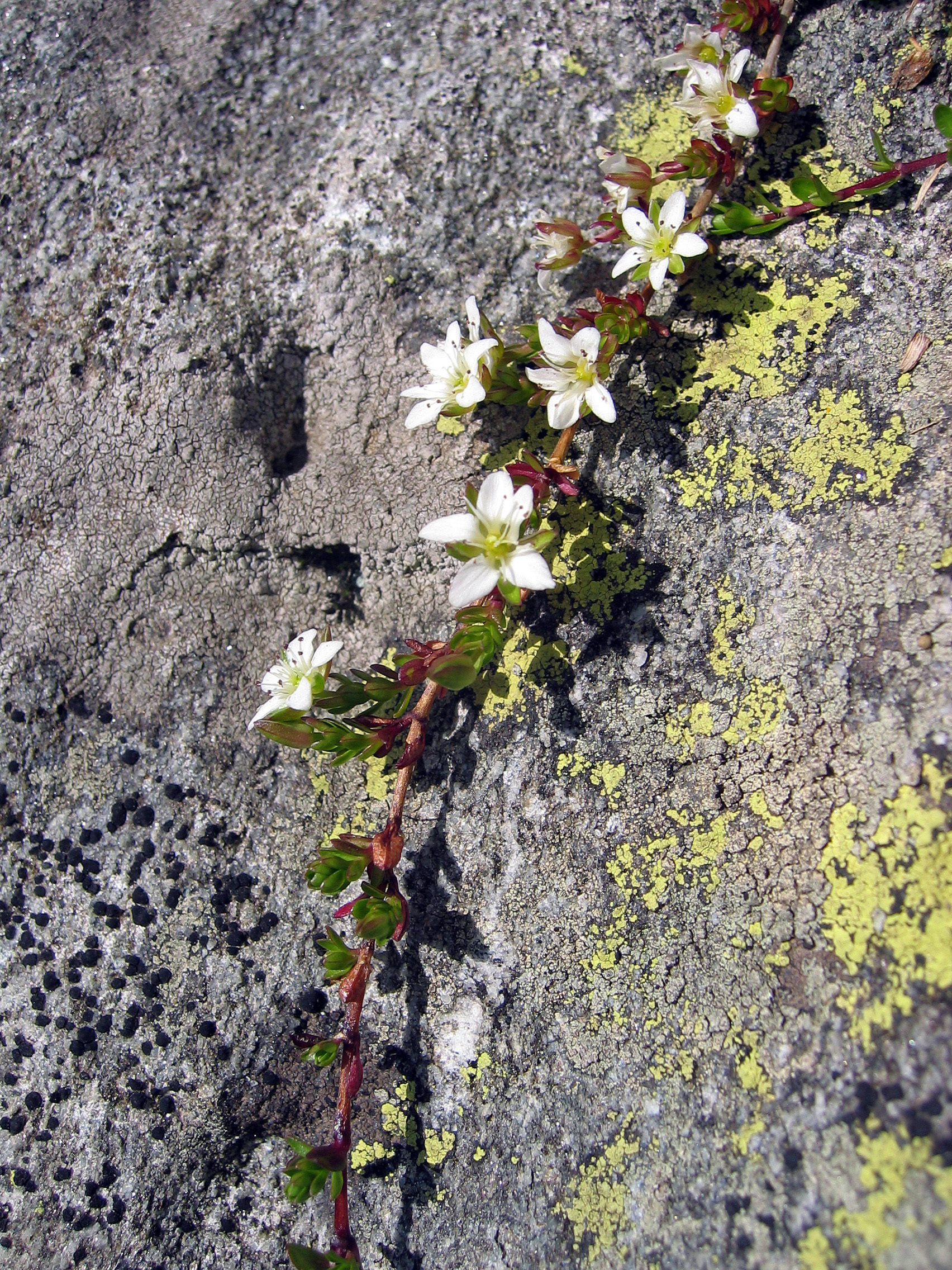
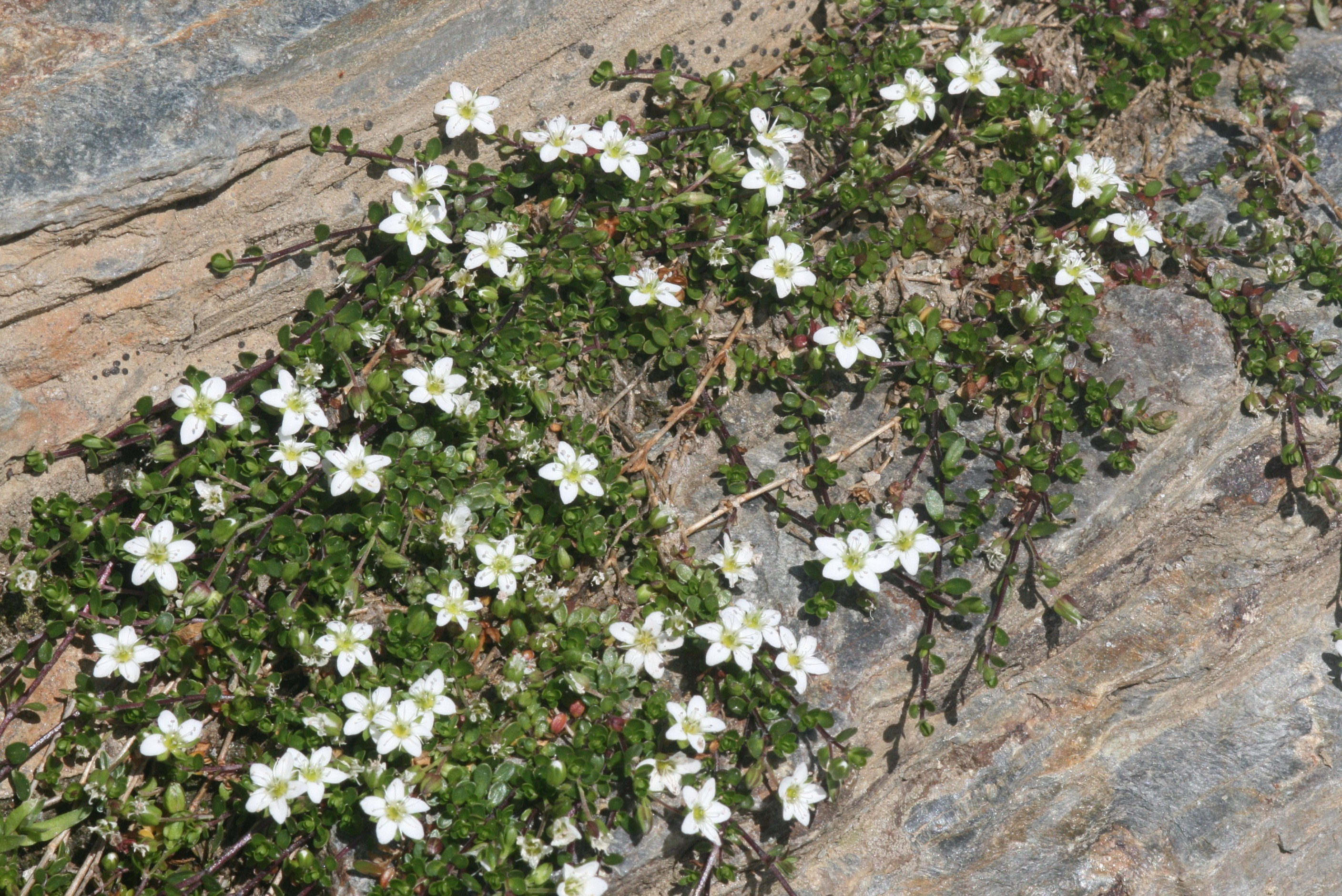
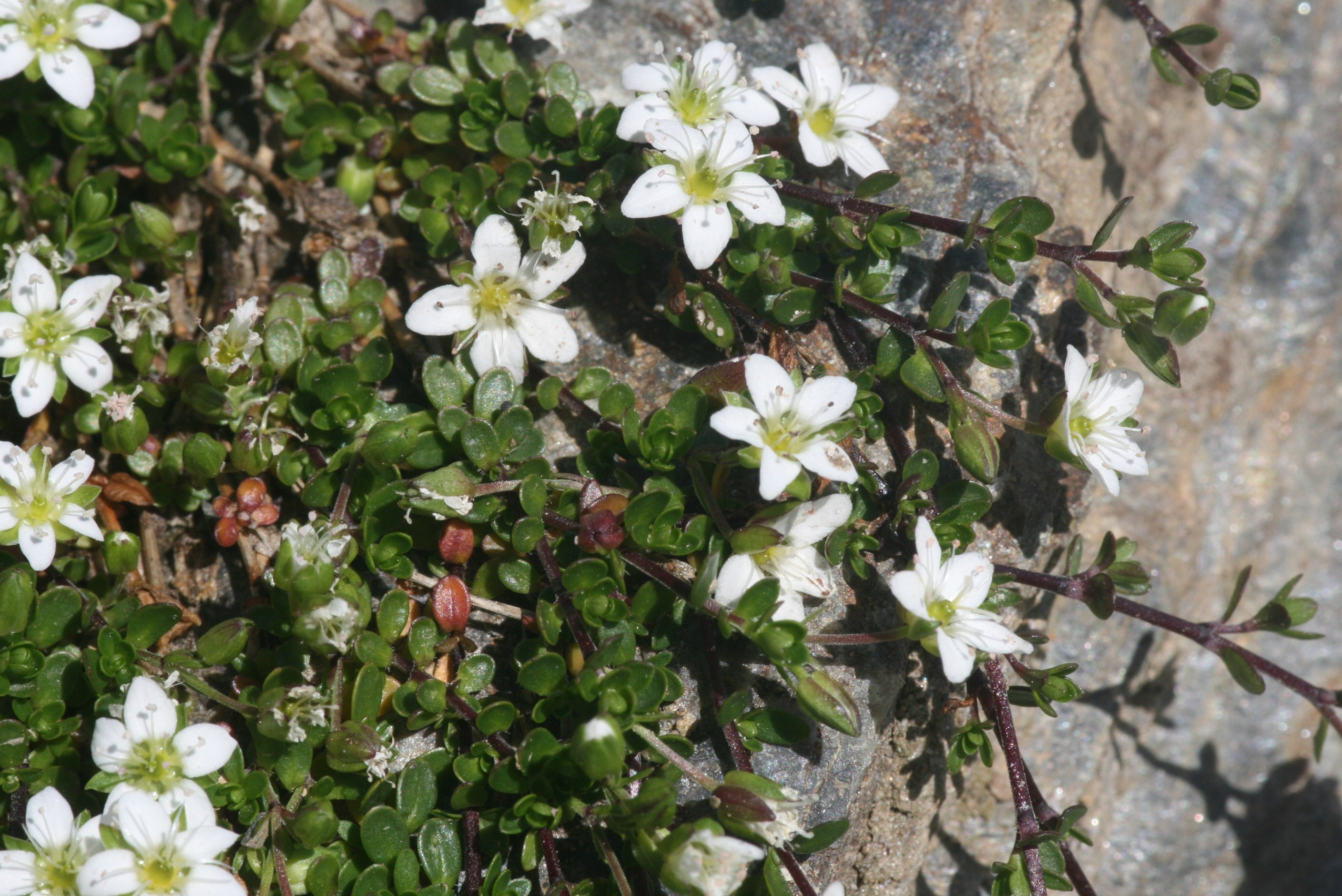
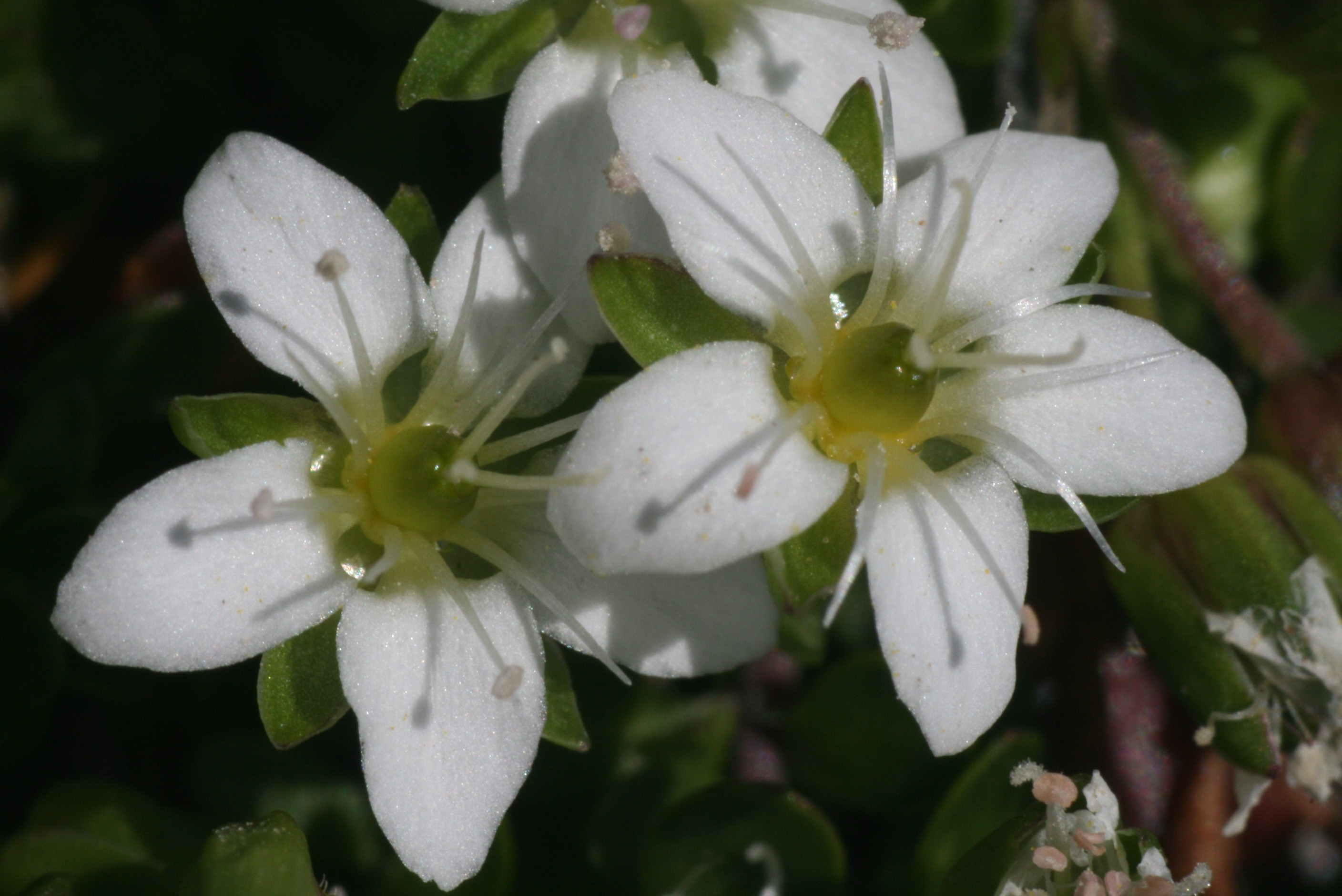
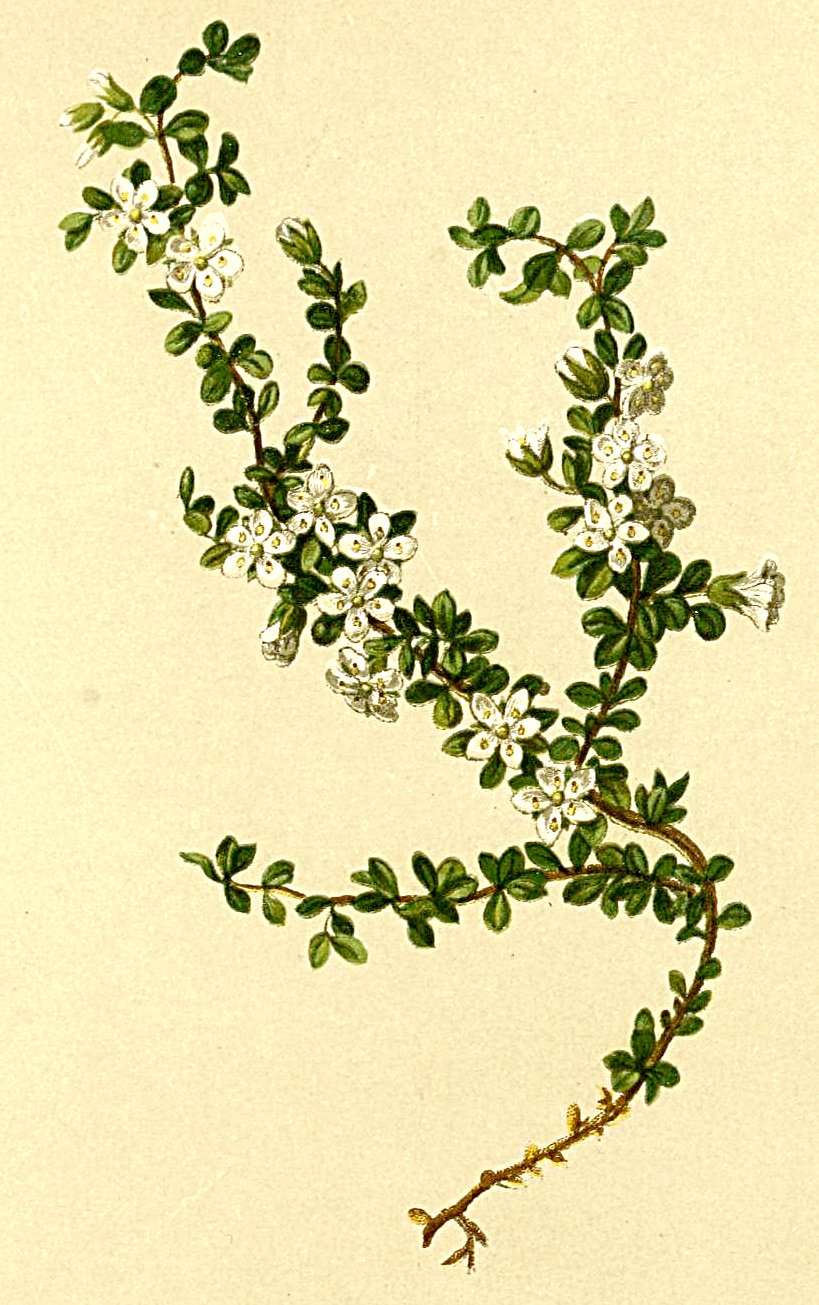